# Silene schugnanica
Silene schugnanica är en nejlikväxtart som beskrevs av Boris Fedtjenko. Silene schugnanica ingår i släktet glimmar, och familjen nejlikväxter. Inga underarter finns listade i Catalogue of Life.